# Bathyergus janetta
Bathyergus janetta és una espècie de mamífer rosegador de la família de les rates talp. Viu a Namíbia i Sud-àfrica. Es tracta d'un animal solitari de vida subterrània. Els seus hàbitats naturals són les dunes costaneres i els sòls al·luvials consolidats, on rarament viu a altituds de més de 300 m. Es creu que no hi ha cap amenaça significativa per a la supervivència d'aquesta espècie, tot i que està afectada per la pèrdua d'hàbitat.